# Tebbs Lloyd Johnson
Terence "Tebbs" Lloyd Johnson (Melton Mowbray, Leicestershire, 7 de abril de 1900 - Coventry, West Midlands, 26 de diciembre de 1984) fue en atleta británico, especializado en marcha atlética.
En 1936 participó por primera vez en unos Juegos Olímpicos. Fue en los Juegos Olímpicos de Berlín de 1936, en los que ocupó el puesto 17.
A la edad de 48 años y 115 días participó por segunda vez en unos juegos olímpicos, consiguiendo la medalla de bronce en los 50 km marcha en los Juegos Olímpicos de 1948 celebrados en Londres, convirtiéndose de esta manera en el atleta de más edad en conseguir una medalla olímpica.

## Marcas personales
| Mejores marcas personales | Mejores marcas personales | Mejores marcas personales | Mejores marcas personales |
| Distancia                 | Tiempo                    | Fecha                     |                           |
| ------------------------- | ------------------------- | ------------------------- | ------------------------- |
| 20 km.                    | 1h:37:55.4                | 1934                      |                           |
| 20 millas                 | 2h:47:22.0                | 1930                      |                           |
| 50 km.                    | 4h:36:02.0                | 1948                      |                           |